# Zatavua impudica
Zatavua impudica är en spindelart som först beskrevs av Jacques Millot 1946.  Zatavua impudica ingår i släktet Zatavua och familjen dallerspindlar.
Artens utbredningsområde är Madagaskar. Inga underarter finns listade i Catalogue of Life.